# Palos Verdes Estates
Palos Verdes Estates is een plaats (city) in de Amerikaanse staat Californië, en valt bestuurlijk gezien onder Los Angeles County.

## Demografie
Bij de volkstelling in 2000 werd het aantal inwoners vastgesteld op 13.340.
In 2006 is het aantal inwoners door het United States Census Bureau geschat op 13.770, een stijging van 430 (3,2%).

## Geografie
Volgens het United States Census Bureau beslaat de plaats een oppervlakte van
12,4 km², geheel bestaande uit land.

## Plaatsen in de nabije omgeving
De onderstaande figuur toont nabijgelegen plaatsen in een straal van 8 km rond Palos Verdes Estates.

## Geboren
- Brooke Theiss (23 oktober 1969), actrice